# Артемейкова
Артемейкова (мар. Утавл) — деревня в Ачитском городском округе Свердловской области. Управляется Русско-Потамским сельским советом.

## География
Деревня располагается на правом берегу реки Ут в 12 километрах на северо-восток от посёлка городского типа Ачит.

### Часовой пояс
Артемейкова, как и вся Свердловская область, находится в часовой зоне МСК+2. Смещение применяемого времени относительно UTC составляет +5:00.

## Население
| 2002 | 2010 | 2021 |
| ---- | ---- | ---- |
| 153  | ↘112 | ↘82  |

## Инфраструктура
Деревня разделена на шесть улиц: 8 Марта, Гагарина, Заречная, Зелёная, Мира, Школьная.